# المحال (الحديدة)

تعديل مصدري - تعديل

المحال هي إحدى قرى مديرية الدريهمي، التابعة لمحافظة الحديدة اليمنية، بلغ تعداد سكانها 3652 نسمة حسب الإحصاء الذي جرى عام 2004.